# Preston Smith
Preston Earnest Smith, född 8 mars 1912 i Williamson County, Texas, död 18 oktober 2003 i Lubbock, Texas, var en amerikansk demokratisk politiker. Han var den 40:e guvernören i Texas 1969–1973.

## Biografi

### Uppväxt
Smith gick i skola i Lamesa High School i Lamesa och utexaminerades därefter från Texas Technological College (numera Texas Tech University). Efter studierna var han verksam som affärsman inom biografbranschen.

### Karriär

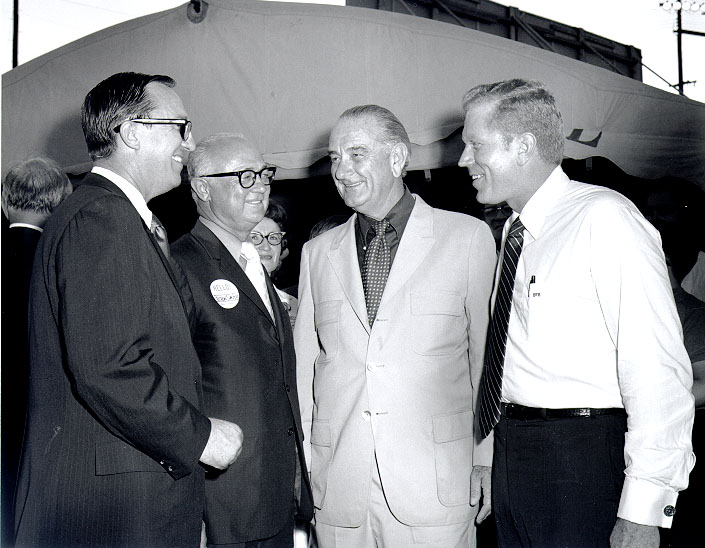
Gus Mutscher, Preston Smith, Lyndon B. Johnson och Ben Barnes i Brenham

Smith var viceguvernör i Texas 1963–1969 under guvernör John Connally. I guvernörsvalet 1968 besegrade Smith republikanen Paul Eggers med 57% av rösterna mot 43% för Eggers. Två år senare utmanade Eggers honom på nytt med något jämnare resultat. Smith vann 1970 års guvernörsval med 53,6% av rösterna mot 46,4% för Eggers.
Efter Sharpstownskandalen hade alla ämbetsinnehavare i Texas problem med att bli omvalda år 1972. Smith kom på fjärde plats i demokraternas primärval inför guvernörsvalet efter ranchägaren Dolph Briscoe, kvinnosakskämpen Sissy Farenthold och viceguvernören Ben Barnes. Briscoe vann sedan själva guvernörsvalet och efterträdde Smith som guvernör i januari 1973.
Efter sin tid som guvernör var Smith verksam inom bankbranschen och kandiderade ännu utan framgång i demokraternas primärval inför guvernörsvalet 1978. Smith avled 2003 och gravsattes på Texas State Cemetery. Flygplatsen i Lubbock döptes om till Lubbock Preston Smith International Airport ett år efter Smiths död.